# Timothé Buret

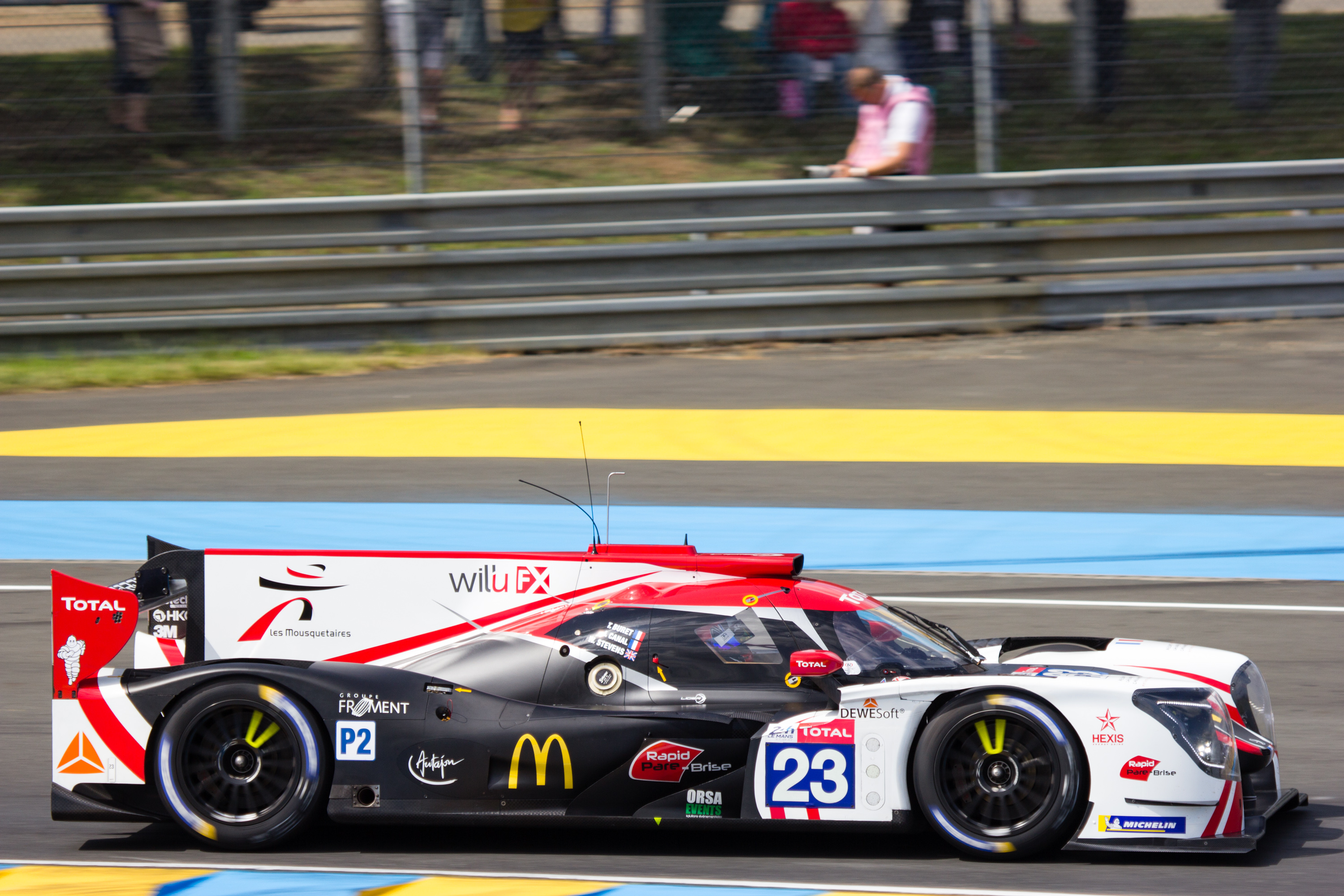
Der Ligier JS P217 von Julien Canal, Will Stevens und Timothé Buret beim 24-Stunden-Rennen von Le Mans 2018

Timothé Buret (* 31. Mai 1995 in Montpellier) ist ein französischer Automobilrennfahrer.

## Karriere im Motorsport
Timothé Buret begann im Alter von zehn Jahren mit dem Motorsport. Er fuhr Motocross- und Kartrennen und war bereits ein routinierter Fahrer als 2013 begann Sportwagenrennen zu fahren. Er ging in der V de V Challenge Endurance Proto Serie an den Start und wurde dort 2014 hinter Vincent Capillaire Gesamtzweiter der Meisterschaft. 2015 fuhr er erste Rennen im Monoposto, als er beim einigen Formel-Ford-Events an den Start ging.
Nach einem Jahr in der Pro Mazda Championship 2015 war er 2016 für Panis-Barthez Compétition in der FIA-Langstrecken-Weltmeisterschaft engagiert und beteiligte sich an Monopostorennen in Neuseeland.

## Statistik

### Le-Mans-Ergebnisse
| Jahr | Team                      | Fahrzeug       | Teamkollege        | Teamkollege    | Platzierung | Ausfallgrund |
| ---- | ------------------------- | -------------- | ------------------ | -------------- | ----------- | ------------ |
| 2016 | Panis-Barthez Competition | Ligier JS P2   | Paul-Loup Chatin   | Fabien Barthez | Rang 12     |              |
| 2017 | Panis-Barthez Competition | Ligier JS P2   | Nathanaël Berthon  | Fabien Barthez | Ausfall     | Unfall       |
| 2018 | Panis-Barthez Competition | Ligier JS P217 | Julien Canal       | Will Stevens   | Rang 13     |              |
| 2020 | DragonSpeed USA           | Oreca 07       | Juan Pablo Montoya | Memo Rojas     | Ausfall     | Elektrik     |

### Sebring-Ergebnisse
| Jahr | Team             | Fahrzeug      | Teamkollege   | Teamkollege | Platzierung | Ausfallgrund |
| ---- | ---------------- | ------------- | ------------- | ----------- | ----------- | ------------ |
| 2021 | Tower Motorsport | Oreca LMP2 07 | Gabriel Aubry | John Farano | Ausfall     | Unfall       |

### Einzelergebnisse in der FIA-Langstrecken-Weltmeisterschaft
| Saison  | Team                      | Rennwagen      | 1   | 2   | 3   | 4   | 5   | 6   | 7   | 8   | 9   |
| ------- | ------------------------- | -------------- | --- | --- | --- | --- | --- | --- | --- | --- | --- |
| 2016    | Panis-Barthez Competition | Ligier JS P2   | SIL | SPA | LEM | NÜR | MEX | AUS | FUJ | SHA | BAH |
| 2016    | Panis-Barthez Competition | Ligier JS P2   | 12  |     |     |     |     |     |     |     |     |
| 2017    | Panis-Barthez Competition | Ligier JS P2   | SIL | SPA | LEM | NÜR | MEX | AUS | FUJ | SHA | BAH |
| 2017    | Panis-Barthez Competition | Ligier JS P2   | DNF |     |     |     |     |     |     |     |     |
| 2018/19 | Panis-Barthez Competition | Ligier JS P217 | SPA | LEM | SIL | FUJ | SHA | SEB | SPA | LEM |     |
| 2018/19 | Panis-Barthez Competition | Ligier JS P217 | 13  |     |     |     |     |     |     |     |     |
| 2019/20 | Dragonspeed               | Oreca 07       | SIL | FUJ | SHA | BAH | AUS | SPA | LEM | BAH |     |
| 2019/20 | Dragonspeed               | Oreca 07       |     |     |     | DNF |     |     |     |     |     |